# Huelga general árabe en el mandato de Palestina
La huelga general árabe en el mandato de Palestina fue una huelga general realizada por todos los árabes que vivían en el mandato británico de Palestina y que afectó a trabajadores, transporte y comercio de la región. Abarcó desde el 19 de abril de 1936 hasta octubre de 1937, degenerando posteriormente en violencia y en la revuelta árabe de Palestina de 1936 a 1939.

## Antecedentes
Como parte del Conflicto Intercomunitario del mandato de Palestina, algunos líderes árabes organizaron boicots antisionistas en 1922, con el comienzo oficial del Mandato Británico de Palestina. El desacuerdo árabe fue influenciado por la rebelión Qassamita, tras la muerte del Sheij Izz ad-Din al-Qassam por las fuerzas británicas en 1935, así como por la declaración de Mohammad Amin al-Husayni del 16 de mayo de 1930 como el 'Día de Palestina' y convocando una huelga general ese día, tras los disturbios palestinos de 1929.
En Egipto, las manifestaciones de noviembre de 1936 provocaron la reanudación de las negociaciones entre las dos naciones sobre un tratado de independencia. En la Siria del mandato, las autoridades francesas hicieron en marzo de 1936 una promesa de autogobierno, al finalizar los 50 días de la Huelga General Siria de 1936.
En 1933 Heinrich Wolff, cónsul general en Jerusalén, envió un telegrama a Berlín, informando sobre la opinión de  Amin al-Husseini de que los musulmanes palestinos eran partidarios del nuevo régimen y deseaban la propagación del fascismo por toda la región. Wolff se reunió con al-Husseini y muchos otros Jeques, al mes siguiente en Nabi Musa. Ellos le expresaron su aprobación del boicot antijudío en Alemania y solicitaron a Wolff que evitara el envío de judíos alemanes a Palestina.

## Secuencia temporal
La huelga comenzó el 19 de abril en Nablus, donde se había formado el comité nacional árabe, y para fin de mes ya se habían formado comités en todas las ciudades y algunas de las aldeas más grandes, incluyendo Haifa, Yenín, Tulkarem y Jerusalén. El 21 de abril los líderes de los cinco partidos principales aceptaron la decisión en Nablus y convocaron una huelga general de todos los árabes empleados en trabajos, transportes y comercio; para el día siguiente.
Aunque la huelga fue inicialmente organizada por los trabajadores y comités locales, los líderes religiosos, familias influyentes y líderes políticos; se implicaron para ayudar en la coordinación. Esto condujo a la formación, el 25 de abril de 1936, del Alto comité Árabe, bajo la dirección de  Amin al-Husseini. El comité determinó "continuar la huelga general hasta que el gobierno británico cambie su actual política de forma notable". Las demandas del comité incluyeron:
1. Prohibición de inmigración judía.
2. Prohibición de transferencia de tierra árabe a los judíos.
3. El establecimiento de un gobierno nacional responsable ante un consejo representativo.[3][4]

El 15 de mayo de 1936, el comité respaldó la huelga general, reclamando el fin de la inmigración judía y una interrupción general en el  pago de impuestos.
La respuesta del gobierno británico a la huelga fue imponer duras sanciones económicas a las ciudades y aldeas. La ciudad portuaria de Jaffa fue especialmente señalada. Bajo la apariencia de renovación urbana los británicos ordenaron la demolición de cientos de hogares en la ciudad y de más de un millar en aldeas vecinas. Los británicos también autorizaron la construcción de un edificio portuario en el vecino Tel Aviv para competir con el Puerto de Jaffa, bloqueado por la huelga. 
Se formaron comités de campañas de solidaridad en Damasco, Bagdad, Cairo y Beirut.
La huelga fue finalmente desconvocada en noviembre de 1936, por el Alto Comité Árabe, bajo la influencia británica. El rey Gazi I de Irak, el rey Abdul Aziz de Arabia Daudí y el Emir Abdul-lah de Transjordania; solicitaron a los trabajadores finalizar la huelga, tal como publicaron en los periódicos "Confiamos en las buenas intenciones de nuestra amiga Gran Bretaña, que ha declarado que hará justicia". También se dio la circunstancia de que Gran Bretaña estaba estudiando la implantación de la Ley Marcial y el desarrollo de acciones directas contra los líderes árabes, unido al desgaste económico que habían supuesto seis meses de huelga para la población, lo que influyó también en la decisión del Alto Comité Árabe.